# 위작
위작(僞作)은 타인을 속이는 의도로 회화, 조각, 책 등 예술과 공예 제품을 모조품으로 만드는 것을 말한다.

## 같이 보기
- 위조
- 숀 그린핼시
- 한 판 메이헤런